# Sverigefinländarnas delegation
Sverigefinländarnas delegation är en ideell förening registrerad 2001. Initiativ till föreningen togs av Sverigefinska Riksförbundet för att den ska agera motpart till regeringen i frågor gällande den finska minoriteten i Sverige. 
Föreningen har till uppgift att "bevaka sverigefinländarnas språkliga, kulturella, samhälleliga och sociala intressen". Delegaterna består bland annat av  representanter för de sverigefinländska riksorganisationerna, Finlandssvenskarnas riksförbund i Sverige, Svenska kyrkans finska arbete och Finska Ortodoxa kyrkan. De har erhållit statliga bidrag från kulturdepartementet och organisationsbidrag från Länsstyrelsen. De  fungerar även som remissinstans i olika frågor.

## Årets sverigefinska minoritetskommun
Föreningen delar sedan 2011 årligen ut utmärkelsen "Årets sverigefinska minoritetskommun". Priset delas ut för föregående års arbete. Syftet med utmärkelsen är "att uppmärksamma kommuners arbete för den sverigefinska minoriteten". Följande kommuner har erhållit utmärkelsen:
- Eskilstuna kommun (2011)[8]
- Surahammars kommun (2012)[8]
- Borås kommun (2013)[8]
- Sigtuna kommun (2014)[8]
- Hallstahammars kommun (2015)[8]
- Västerås kommun (2016)[8]
- Gävle kommun (2017)[8]
- Övertorneå kommun (2018)[8]
- Östhammars kommun (2019)[8]
- Skellefteå kommun (2020)[8]
- Haninge kommun (2021)[8]
- Skövde kommun (2022)[8]
- Luleå kommun (2023)[10]